# Mesochorus naknekensis
Mesochorus naknekensis är en stekelart som beskrevs av Dasch 1971. Mesochorus naknekensis ingår i släktet Mesochorus och familjen brokparasitsteklar. Inga underarter finns listade i Catalogue of Life.